# Lake Rosebery
Der Lake Rosebery ist ein Stausee im Nordwesten des australischen Bundesstaates Tasmanien, rund sechs Kilometer nordwestlich der namensgebenden Stadt Rosebery. Er entstand durch das Aufstauen des Pieman River am Bastyan-Staudamm, der in ihm aus seinen Quellflüssen Mackintosh River und Murchison River entsteht.
An seinem Ostufer liegt die Kleinstadt Tullah, die dem Erbauer und Betreiber der Staudämme am Pieman River und seinen Nebenflüssen in der Bauphase als Arbeitersiedlung diente. Der Murchison Highway überquert den nordöstlichen und den südöstlichen Arm des Lake Rosebery und verläuft auch durch Tullah.
Die Emu Bay Railway wurde bei seiner Anlage verlegt und verläuft heute entlang seinen Ufern. Die Wee Georgie Wood Railway, eine Schmalspureisenbahn für den Holz- und Erztransport, verläuft ebenfalls in der Nähe des Stausees.